# Selección de baloncesto de Samoa
La selección de baloncesto de Samoa es el equipo formado por jugadores de nacionalidad samoana que representa a la Federación de Baloncesto de Samoa en las competiciones internacionales organizadas por la Federación Internacional de Baloncesto (FIBA) o el Comité Olímpico Internacional (COI): los Juegos Olímpicos, la Copa Mundial de Baloncesto y el Campeonato FIBA Oceanía.

## Historia
Fue creada en 1980 y ese mismo año se afilió a FIBA Oceanía, participando tres años después en su primer torneo oficial en los Juegos del Pacífico en donde ganó la medalla de bronce.
En 1993 compite por primera vez en el desaparecido Torneo de Baloncesto de Oceanía en donde termina en tercer lugar, y para 1999 gana la medalla de oro en los Juegos del Pacífico por primera vez en su historia.

## Historial

### Copa Mundial
Resultado General: No ocupa puesto
| Copa Mundial de Baloncesto |
| --- |
| - 1950: No calificó - 1954: No calificó - 1959: No calificó - 1963: No calificó - 1967: No calificó - 1970: No calificó - 1974: No calificó - 1978: No calificó - 1982: No calificó - 1986: No calificó - 1990: No calificó - 1994: No calificó - 1998: No calificó - 2002: No calificó - 2006: No calificó - 2010: No calificó - 2014: No calificó - 2019: No calificó - 2023: No calificó - 2027: TBD |

### Juegos Olímpicos
| Baloncesto en los Juegos Olímpicos |
| --- |
| - Berlín 1936: No calificó - Londres 1948: No calificó - Helsinki 1952: No calificó - Melbourne 1956: No calificó - Roma 1960: No calificó - Tokio 1964: No calificó - México 1968: No calificó - Múnich 1972: No calificó - Montreal 1976: No calificó - Moscú 1980: No calificó - Los Ángeles 1984: No calificó - Seúl 1988: No calificó - Barcelona 1992: No calificó - Atlanta 1996: No calificó - Sídney 2000: No calificó - Atenas 2004: No calificó - Pekín 2008: No calificó - Londres 2012: No calificó - Río 2016: No calificó - Tokio 2020: No calificó - París 2024: No calificó |

## Palmarés
- Juegos del Pacífico:
  -   Campeón (1): 1999
  -  Tercer lugar (1): 1983, 2003, 2007

- Copa FIBA Polinesia:
  -  Subcampeón (1): 2018
  -  Tercer lugar (1): 2022

- Torneo de Baloncesto de Oceanía:
  -  Tercer lugar (1): 1993